# Медовичка багряна
Медови́чка багряна (Myzomela cruentata) — вид горобцеподібних птахів родини медолюбових (Meliphagidae). Мешкає в Індонезії і Папуа Новій Гвінеї.

## Опис
Довжина птаха становить 11—13 см. Самиці дещо менші за самців. У дорослих самців забарвлення переважно червоне. Нижня частина тіла, крила і хвіст коричнюваті. Самиці мають оливково-коричнювате забарвлення, нижня частина тіла у них світліша і сірувата. Забарвлення молодих птахів подібне до забарвлення самиць, однак поцятковане нечіткими червоними плямками.

## Підвиди
Виділяють два підвиди:
- M. c. cruentata Meyer, AB, 1874 — Нова Гвінея і острів Япен;
- M. c. coccinea Ramsay, EP, 1877 — острів Нова Британія і архіпелаг Дьюк-оф-Йорк[en].

Myzomela erythrina раніше вважався підвидом багряної медовички, однак визнаний окремим видом в 2021 році.

## Поширення і екологія
Багряні медовички живуть у вологих рівнинних і гірських тропічних лісах та в саванах.